# Бейнбридж (Джорджия)
Бейнбридж (англ. Bainbridge) — город в США, в штате Джорджия, административный центр округа Декейтер.

## География
Бейнбридж расположен в юго-западной части штата Джорджия, примерно в 40 милях к северу от Таллахасси, на берегу реки Флинт. По данным Бюро переписи населения США площадь города составляет 48,9 км², из них 3,1 км² (6,15 %) занимают поверхностные воды.

## Население
По данным переписи 2010 года население Бейнбриджа составляет 12 697 человек.
Население города по данным переписи 2000 года — 11 722 человека. Плотность населения — более 255 чел/км². Расовый состав: белые (47,48 %); афроамериканцы (50,34 %); коренные американцы (0,12 %); азиаты (0,64 %); жители островов Тихого океана (0,02 %); представители других рас (0,78 %) и представители двух и более рас (0,61 %). Латиноамериканцы всех рас составляют 2,00 % населения.
28,0 % населения города — лица в возрасте младше 18 лет; 9,9 % — от 18 до 24 лет; 26,9 % — от 25 до 44 лет; 19,2 % — от 45 до 64 лет и 16,0 % — 65 лет и старше. Средний возраст населения — 34 года. На каждые 100 женщин приходится 84,3 мужчин. На каждые 100 женщин в возрасте старше 18 лет — 78,4 мужчин.
Средний доход на домохозяйство — $24 869; средний доход на семью — $30 557. Средний доход на душу населения — $15 589.
Динамика численности населения города по годам:
| 1960   | 1970   | 1980   | 1990   | 2000   | 2010   |
| ------ | ------ | ------ | ------ | ------ | ------ |
| 12 714 | 10 887 | 10 553 | 10 712 | 11 722 | 12 697 |

## Известные уроженцы
- Мириам Хопкинс — популярная в 1930-х годах американская актриса.